# Girlicious (альбом)
Girlicious — дебютный студийный альбом американской девичьей поп-группы Girlicious, вышедший в 2008 году. Альбом записан в стиле R&B и Urban Pop. Запись лонгплея началась в начале 2008 года, после съемок реалити-шоу «Pussycat Dolls Present: Girlicious». Релиз дебютировал на 2 строчке канадских чартов Биллборда и был распродан тиражом в 80,000 экземпляров и получил платиновую сертификацию. 16 декабря 2008 альбом был перевыпущен в виде «Delux-издания», в которое вошли 2 новые песни и 3 ремикса, ранее изданных на синглах в поддержку альбома.

## Релиз и отзывы
Альбом, вышедший в Канаде 21 августа 2008  на CD и через сети цифровой дистрибуции, получил положительные отзывы от музыкальных критиков. Релиз оккупировал верхушки чартов, дебютировав на 2-й строчке в канадском альбомном хит-параде и получил платиновый статус.
На сегодняшний день альбом произвел на свет три сингла. Первый — «Like Me» — дебютировал на 4 строчке в Канаде и на 2 строчке в Bubbling Under Hot 100 Singles в США и оставался в Top 100 в течение 19 недель. Второй сингл «Stupid Shit» поднялся до 20-й строчки в Канаде, 10 недель оставаясь в местных чартах. Третий и последний сингл «Baby Doll» смог достичь 55-й строки и продержался в чартах в общей сложности 3 недели, став самым малоуспешным синглом группы.
Girlicious получил положительные рецензии от критиков. Мэтью Числинг из Allmusic дал ему позитивную оценку: «Эти 4 девушки: Натали Мехия, Николь Кордова, Кристина Сэйерс и Тиффани Андерсон вписались в свой дебютной релиз, предоставив гармоничный набор, насыщенный сексуальностью, с уклоном в урбанистический поп и танцевальными номерами, который удовлетворяет слушателя».

## Поддержка альбома
Для целей поддержки альбома и его раскрутки прекрасно подошло собственное шоу девушек:"Pussycat Dolls Present: Girlicious". 15 июня 2008 «Girlicious» впервые выступили на MuchMusic Video Awards со своим хитом «Like Me». 6 августа 2008 группа исполнила 6 песен с альбома на шоу «Live @ Much»: «Stupid Shit», «Baby Doll», «Still In Love», «Here I Am», «Liar, Liar» and «Like Me».

### Гастрольный тур
Основная статья: The Girlicious Tour
«Girlicious» приняли участие в гастрольном туре по США, выступая на разогреве у Backstreet Boys на "Unbreakable Tour, который начался 30 июля 2008 и закончился 6 сентября 2008.
В 2008 году группа вернулась в Канаду с The Girlicious Tour, в котором принял участие специальный гость Денни Фернандес. Первый концерт состоялся в начале октября, а гастроли закончились закончилась в ноябре.
Во время первой недели февраля 2009 «Girlicious» дали 3 выступления в ночных клубах по всей Канаде. Они выступили на вечеринке «Playboy Mansion Gameday Party», и, в начале марта, вернулись назад со второй частью своего гастрольного тура. Второй этап «The Girlicious Tour» закончился в конце марта.

## Синглы
- «Like Me» — это дебютный сингл с альбома «Girlicious». Он был издан 22 апреля 2008 — ещё до того, как канал «The CW» выпустил в эфир финал шоу. Без надлежащего физического или радио релиза синглу удалось дебютировать на 2 строчке в Bubbling Under Hot 100 Singles и 70 строчке в Pop 100, основываясь только на цифровых скачиваниях. Вдобавок, в течение недели с 1 мая 2008, «Like Me» дебютировал на 4 строчке в Canadian Hot 100[3], став мгновенным хитом в Канаде.
- Песня «Stupid Shit» стала вторым синглом. Он был выпущен на iTunes 23 апреля 2008 года, в день, после того как вышел в эфир финал шоу «Pussycat Dolls Present: Girlicious». В начале мая 2008 года, «Stupid Shit» дебютировал на 20 строчке в Canadian Hot 100.[4] Режиссёром клипа на песню стала Робин Антин «Stupid Shit» и Майки Маинд. Клип был показан на Yahoo.com 23 апреля 2008. Видео дебютировало в «MuchMusic Countdown» на 29 строчке, но поднялось на вершину хит-прада видеоклипов, продержавшись там 1 неделю.
- Композиция «Baby Doll» была третьим и последним синглом с альбома. Впервые «Girlicious» исполнили песню на телевидении в шоу «Live @ Much» 6 августа 2008. Ещё до официального релиза (благодаря цифровым загрузкам) песня отметилась на 75 строчке Canadian Hot 100. Это произошло акурат во время релиза дебютного альбома группы. Спустя 4 месяца, после выхода сингла на физическом носителе, песня вернулась в чарты.[5] 
 Клип на песню был впервые показан на ТВ-шоу «OnSet». Режиссёром стал Мэтт МакДермитт.

Другие песни
- «Liar Liar» (записанная при участии рэпера Flo Rida) стала одной из любимых песен поклонников группы. Она попала в Canadian Hot 100, достигнув 43 строчки — результат даже выше, чем у вышедшей в качестве сингла песни «Baby Doll».
- «Still in Love» (исполненная вместе с Шоном Кингстоном) попала в чарт Canadian Hot 100 после релиза альбома, и достигла 99 позиции.

## Список композиций
| №   | Название                                     | Музыка                                                                              | Длительность |
| --- | -------------------------------------------- | ----------------------------------------------------------------------------------- | ------------ |
| 1.  | «Do About It»                                | Т. Томас, М. Амброзиус, С. Симс, Д. Ричардс, Б. Келли, П.Сойер, Р.Тейлор и Ф.Уилсон | 3:41         |
| 2.  | «Baby Doll»                                  | А. Харр, Д.Джексон, Макеба, С.Райдел                                                | 3:20         |
| 3.  | «Liar Liar» (при участии Flo Rida)           | A. Харрис, Д. Джексон и K. Коссом                                                   | 3:38         |
| 4.  | «Save The World»                             | A. Харрис, В. Дэвис, Б. Келли и Р. Лав                                              | 3:47         |
| 5.  | «Here I Am»                                  | С. Мэйс мл., C. Двайт и П. Гамильтон                                                | 4:13         |
| 6.  | «Already Gone»                               | А. Харр, Д. Джексон, С. Райдел, Б. Келли и Мишке                                    | 3:44         |
| 7.  | «I.O.U.1» (при участии Kardinal Offishall)   | М. Тамби                                                                            | 4:15         |
| 8.  | «My Boo»                                     | П. Александер, И. Дин и C. Уильямс                                                  | 4:12         |
| 9.  | «Radio»                                      | A. Харрис, В. Дэвис, Р. Лав, Б. Келли и Ф. Уолкер                                   | 3:30         |
| 10. | «Still In Love» (при участии Шона Кингстона) | Д. Ротем, Д. Пойсер, К. Ливингстон, Шон Кингстон и Н. Флорис                        | 3:42         |
| 11. | «It's Mine»                                  | П. Александер, И. Дин и С. Уильямс                                                  | 3:30         |
| 12. | «The Way We Were»                            | А. and M. Бергман и Марвин Хэлмиш                                                   | 3:20         |
| 13. | «Stupid Shit»                                | Б. Дозиер и С. Райдел                                                               | 3:07         |
| 14. | «Like Me»                                    | П. Александер, И. Дин и С. Уильямс                                                  | 2:54         |

| №   | Название | Музыка                                                 | Длительность |
| --- | -------- | ------------------------------------------------------ | ------------ |
| 15. | «Mirror» | М. Амброзиус, С. Симмс, Б. Келли и Бернард Эдвардс мл. | 3:50         |

| №   | Название                                      | Музыка                                                          | Длительность |
| --- | --------------------------------------------- | --------------------------------------------------------------- | ------------ |
| 16. | «Caught»                                      | Л. Бьянсаньелло, Р. Даниельс, С. Уоттерс, У. Уилкинс и Т. Дэвис | 3:40         |
| 17. | «Don't Turn Back» (при участии Colby O'Donis) | C. O'Донис, Р. Ли, C. Спаркс и A. Тьям                          | 4:00         |
| 18. | «Baby Doll (Dave Audé Club Mix)»              | A. Харрис, Д. Джексон & M. Риддик                               | 6:48         |
| 19. | «Like Me (Dave Audé Club Mix)»                | П. Александр, И. Дин и C. Уилльямм                              | 7:50         |
| 20. | «Stupid Shit (Dave Audé Club Mix)»            | Б. Дозьер и С. Райдел                                           | 7:07         |

## История релиза
| Region | Date            | Label           |
| ------ | --------------- | --------------- |
| Канада | 12 августа 2008 | Universal Music |

## Чарты
| Чарт (2008)           | Наивысшая позиция |
| --------------------- | ----------------- |
| Canadian Albums Chart | 2                 |